# L'Oiseau vert
Pour les articles homonymes, voir L'Oiseau vert (homonymie).
L'Oiseau vert (L'augellino belverde en italien) est une comédie de Carlo Gozzi, jouée pour la première fois le 19 janvier 1765 à Venise au Teatro Sant'Angelo. Elle relève des fiabe teatrali (fables théâtrales), le terme utilisé par Gozzi pour désigner le genre dramatique qu'il crée à partir de 1757 afin de rivaliser sur les scènes vénitiennes avec Carlo Goldoni et Pietro Chiari, tout en reprenant des éléments de la commedia dell'arte. Elle est divisée en 5 actes et 16 scènes. Les personnages sont pour la plupart masqués mais réalistes en général.

## Argument
La pièce est une suite de L'Amour de trois oranges, dont l'on retrouve plusieurs personnages : Ninetta, Tartaglia, et les figures de la commedia dell'arte : Truffaldin, Pantalon et Brighella.
Le roi de Monterotondo, Tartaglia, est parti depuis dix-neuf ans à la guerre ; après son départ, la reine-mère Tartagliona a fait enfermer l'épouse du roi, Ninetta, dans un trou sous l’évier des cuisines du palais, où elle a pu survivre en secret avec l’aide d’un mystérieux oiseau vert. Tartagliona avait aussi ordonné au premier ministre Pantalon de supprimer les deux enfants jumeaux du couple royal, Barberina et Renzo, mais Pantalon les a confiés à un couple de charcutiers, Truffaldin et Smeraldine. Les deux jumeaux ont grandi en lisant des philosophes ; devenus adolescents, ils ne manifestent aucune affection pour leurs parents adoptifs et Truffaldin, fatigué de les nourrir, les chasse de chez lui au moment où leur vrai père, le roi, regagne son royaume. 
Les deux jumeaux entament un voyage en quête de leurs origines, et sont confrontés à des sortilèges et des maléfices ; Tartaglia tombe amoureux de sa fille Barberine, et Pantalon fait tout pour éviter ce mariage incestueux. L’oiseau vert (un prince métamorphosé) dénoue toutes les intrigues et met fin à la magie : il transforme la reine-mère en tortue et Brighella, le conseiller-poète de cette dernière, en âne ; il retrouve sa forme première de roi de Terradombra et épouse Barberina.

## Personnages
Par ordre d'apparition :
- Brighella : conseiller poète et astrologue au service de la reine-mère
- Pantalon : premier ministre du roi
- Truffaldin : charcutier ; père adoptif des deux jumeaux ; il deviendra leur bouffon
- Smeraldine : femme de Truffaldin ; mère adoptive des jumeaux, elle deviendra leur servante
- Barbarina : jumelle de Renzo, fille du roi
- Renzo : jumeau de Barbarina, fils du roi
- Ninette : épouse du roi Tartaglia, mère des jumeaux
- L'oiseau vert : roi de Terredombre, il a été transformé en oiseau
- Calmon : sergent-chef des statues
- Tartaglia : roi de Monterotondo, mari de Ninette, père des jumeaux
- Le garde
- Tartagliona : reine-mère, mère de Tartaglia
- La fée Serpentine
- Les pommes qui chantent
- La grotte
- L'eau qui danse
- Les Maures
- Rioba
- Pompea : statue

## Historique
Carlo Gozzi a écrit la pièce pour la compagnie d'acteurs dirigée par Antonio Sacchi, qui joue le rôle de Truffaldin ; la troupe est installée au Teatro Sant'Angelo de Venise depuis 1762. La première de L'Oiseau vert y a lieu le 19 janvier 1765 ; la pièce aura 19 représentations, ce qui constitue à Venise pour l'époque un triomphe.

## Mises en scènes modernes
- 1982-1983 : adaptation et mise en scène de Benno Besson, Comédie de Genève, Théâtre de l'Est parisien (Grand prix du théâtre du Syndicat de la critique), Théâtre national de Strasbourg[3].
- 1996-2000 : adaptation en comédie musicale et mise en scène de Julie Taymor, musique d'Elliot Goldenthal, New York, Broadway[4].
- 2014-2015 : mise en scène de Laurent Pelly, Théâtre national de Toulouse (Prix du meilleur créateur d'élément scénique du Syndicat de la critique pour les décors et les costumes)[5].
- 2024 : mise en scène d'Agnès Régolo, Théâtre du Jeu de Paume Aix